# Qashqadaryo (tỉnh)
Tỉnh Qashqadaryo (tiếng Uzbek: Qashqadaryo viloyati, Қашқадарё вилояти, tiếng Tajik: вилояти Кешкруд / viloyati Keshkrud) là một tỉnh của Uzbekistan. Tỉnh Qashqadaryo tỉnh nằm ở phần phía nam của đất nước trong lưu vực của sông Qashqadaryovà các sườn núi phía tây của dãy núi Pamir. Giáp với Tadjikistan, Turkmenistan, tỉnh Samarqand, tỉnh Buxoro và tỉnh Surxondaryo. Tỉnh có diện tích 28.400 km ². Dân số được ước tính là khoảng 2.067.000 người (2007), với một số sống 73% ở các vùng nông thôn.

## Phân chia hành chính
Tỉnh lỵ là Karshi (Qarshi) (dân số khoảng 177.000 người). Các thị xã chính khác gồm Beshkent, Chiroqchi (Chirakchi), Dehkanabad (Dehqonobod), Guzar (G‘uzor), Kitob, Koson, Myrishkor, Muborak, Kamashi (Qamashi), Shahrisabz, Shurbazar, Tollimarjon (Talimardzhan),  và Yakkabog.
Qashqadaryo (tỉnh) được chia thành 13 huyện.
|    | Tên huyện           | Huyện lỵ              |
| -- | ------------------- | --------------------- |
| 1  | Chiroqchi (huyện)   | Chiroqchi (Chirakchi) |
| 2  | Dehkanabad (huyện)  | Karashina             |
| 3  | Guzar (huyện)       | Guzar (G‘uzor)        |
| 4  | Kamashi (huyện)     | Kamashi               |
| 5  | Karshi (huyện)      | Beshkent              |
| 6  | Kasby (huyện)       | Muglan                |
| 7  | Kitob District      | Kitab                 |
| 8  | Koson (huyện)       | Koson                 |
| 9  | Myrishkor (huyện)   | Yangi Mirishkor       |
| 10 | Muborak (huyện)     | Muborak               |
| 11 | Nishon (huyện)      | Yangi-Nishon          |
| 12 | Shakhrisabz (huyện) | Shakhrisabz           |
| 13 | Yakkabog (huyện)    | Yakkabog              |

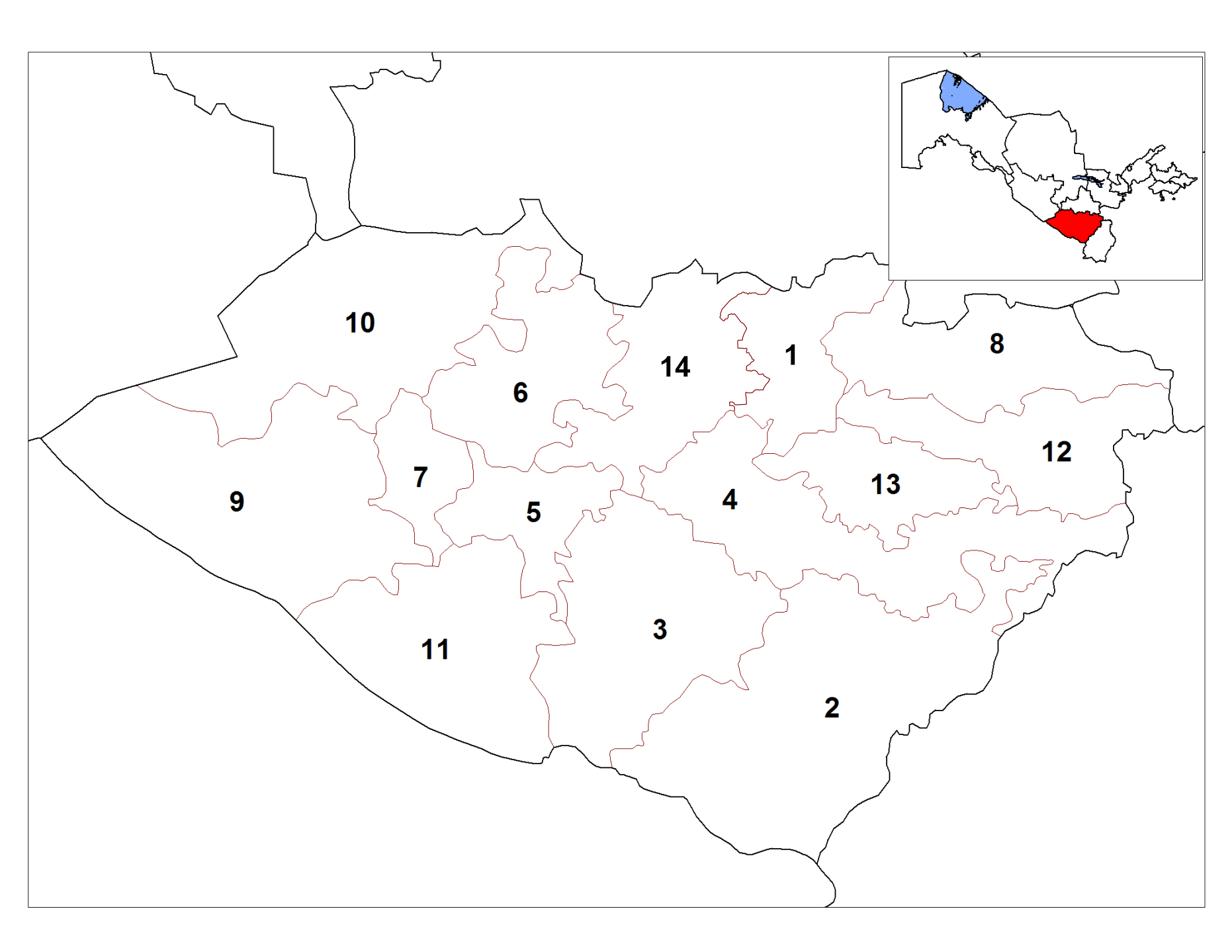
Các huyện của tỉnh Kashkadarya

Tên Latin hóa theo trang mạng chính quyền Uzbekistan.